# STS–58
Az STS–58 az amerikai űrrepülőgép-program 58., a Columbia űrrepülőgép 15. repülése.

## Küldetés
A negyedik leghosszabb Space Shuttle repülés volt.

## Jellemzői
Kereskedelmi, orvosbiológiai megrendelések teljesítésére, a teljes küldetést a Spacelab laborítórium kihasználására tervezték.

### Első nap
Eredetileg 1993. október 14-én indult volna, de egy számítógép meghibásodás, majd technikai hiba miatt törölték a járatot. Október 18-án a szilárd hajtóanyagú gyorsítórakéták, Solid Rocket Booster(SRB) segítségével Floridából, a Cape Canaveral (KSC) Kennedy Űrközpontból, a LC39–B (LC–Launch Complex) jelű indítóállványról emelkedett a magasba. Az orbitális pályája 90,3 perces, 39 fokos hajlásszögű, elliptikus pálya perigeuma 284 kilométer, az apogeuma 294 kilométer volt. Felszálló tömeg indításkor 116 122 kilogramm, leszálló tömeg 103 146 kilogramm. Szállított hasznos teher 11 803 kilogramm

## Hasznos teher
1. A Spacelab (SLS–2) elsődleges célja, hogy a mikrogravitációs laboratóriumban a legénység végezzen különböző orvosbiológiai, fiziológiai kísérleteket, vizsgálatokat a súlytalanság környezetében. Másodsorban adjanak segítséget a tudományágaknak a személyzet (későbbi küldetések) egészségének és biztonságának elősegítésére. Harmadsorban tesztelni a biztosított hardver eszközöket a jövőbeni alkalmazások biztonsága érdekében. A legénység12 órás váltásokban biológiai, élettudományi, anyagelőállítási kísérleteket, kutatást és gyártást folytatott. A kísérletekben részt vett 48 patkány, 24 ketrecben. 1991-óta a legrészletesebb fiziológiai mérések történtek világűr környezetben.
2. Shuttle Amateur Radio Experiment (SAREX) – rádióamatőr kísérleteket végeztek több iskolával, a Föld számos rádióamatőrével.
3. Orbital Acceleration Research Experiment (OARE) – aerodinamikai hatások mérése a pályaszakaszokban.
4. Pilot In-Flight Landing Operations Trainer (PILOT) – hordozható tudományos munkaállomás (laptop), nagy felbontású színes kijelzővel és a kézi vezérlővel.
5. Air Force Maui Optical Site (AMOS) – radar- és optikai megfigyelések elősegítése, a földi egységek kalibrálásának biztosítása

### Tizennegyedik nap
1993. november 1-jén Kaliforniában az Edwards légitámaszponton (AFB) szállt le. Összesen 14 napot, 0 órát, 12 percet és 32 másodpercet töltött a világűrben. 9 399 293 kilométert (5 800 000 mérföldet) repült, 225 alkalommal kerülte meg a Földet. Egy különlegesen kialakított Boeing 747 tetején november 9-én visszatért kiinduló bázisára.

## Személyzet
(zárójelben a repülések száma az STS–58 küldetéssel együtt)
- John Elmer Blaha (4), parancsnok
- Richard Searfoss (1), pilóta
- Rhea Seddon (3), küldetésfelelős
- William Surles McArthur (1), küldetésfelelős
- David Wolf (1), küldetésfelelős
- Shannon Lucid (4), küldetésfelelős
- Martin Fettman (1), rakományfelelős

### Tartalék személyzet
- Jay Clark Buckey küldetésfelelős
- Lawrence Retman Young küldetésfelelős

### Visszatérő személyzet
- John Elmer Blaha (4), parancsnok
- Richard Searfoss (1), pilóta
- Margaret Rhea Seddon (3), küldetésfelelős
- William Surles McArthur (1), küldetésfelelős
- David Wolf (1), küldetésfelelős
- Shannon Matilda Wells Lucid (4), küldetésfelelős
- Martin Fettman (1), rakományfelelős